# 페이퍼스
페이퍼스(Papers)는 macOS와 마이크로소프트 윈도우에서 사용가능한 서지 관리 프로그램으로, 글을 쓸 때 서지 관리와 함께 인용을 할 수 있다. 페이퍼는 참고 문헌을 정리하고, PDF 라이브러리를 유지하며, 또한 균일한 문서 보관소 검색, 메타데이터 검색 및 전체 화면 보기와 문서의 들여오기/내보내기 등을 포함하고 있다.

## 개관
페이퍼스는 Alexander Griekspoor 과 Tom Groothuis가 네덜란드 암 연구소에서 Ph. D를 따기위한 공부를 할 때 개발되었다. 그들은 수백건의 PDF 포맷으로 된 논문을 보다가 아이튠즈와 유사한 문서 관리를 필요로 하게 되었다. 페이퍼스는 2007년 1월 처음 공개 미리보기가 나왔으며, 1.0 버전은 몇 달후에 출시되었다. 이 페이퍼스 1.0은 최고의 Mac OS X 과학 분야에서 애플 디자인 어워드를 수상하기도 하였다.
그후 2013년 아이패드/아이폰 버전을 포함한 새 버전을 출시하였는데, 이 두 제품 모두 새 유저들과 기본 유저들에게 데이터베이스 문제와 더불어 모바일과 PC 버전간의 호환이 안되는 문제등으로 혹독한 비판을 받게 된다. 사용자들은 또한 베타 버전을 판매하고 불안정한 문제에 늦게 대응하는 페이퍼스의 소유자인 Mekentosj 측과 슈프링어 출판사에 항의하기도 하였다.
그 후 리드큐브의 개발사인 Labtiva, Inc. 측이 2016년 3월 16일 슈프링어 네이처 측으로부터 알려지지 않은 금액으로 페이퍼즈를 인수하기에 이른다.